# Colaspis carolinensis
Colaspis carolinensis är en skalbaggsart som beskrevs av Blake 1974. Colaspis carolinensis ingår i släktet Colaspis och familjen bladbaggar. Inga underarter finns listade i Catalogue of Life.